# Impasse de Malakoff
Ne doit pas être confondu avec Avenue de Malakoff ou Villa Malakoff.
L'impasse de Malakoff est une voie située dans le quartier de la Porte-Dauphine du 16e arrondissement de Paris.

## Situation et accès
L'impasse de Malakoff est une voie située dans le 16e arrondissement de Paris. Elle débute boulevard de l'Amiral-Bruix et se termine en impasse (auparavant 22 rue Weber).
Elle est desservie à proximité par la ligne 1 à la station de métro Porte Maillot.

## Origine du nom
Elle tient son nom de sa proximité avec l'avenue de Malakoff, qui doit elle-même son appellation à la bataille de Malakoff, victoire française décisive du siège de Sébastopol durant la guerre de Crimée.

## Historique
Cette voie ouverte en 1854 lors de l'établissement du chemin de fer d'Auteuil par la Compagnie des chemins de fer de l'Ouest se terminait précédemment rue Weber.